# Grammopyga cincta
Grammopyga cincta är en skalbaggsart som beskrevs av Hermann Julius Kolbe 1895. Grammopyga cincta ingår i släktet Grammopyga och familjen Cetoniidae. Inga underarter finns listade i Catalogue of Life.